# Corin Redgrave
Corin William Redgrave, né le 16 juillet 1939 à Marylebone, Londres, et mort le 6 avril 2010 à Tooting, est un acteur et militant politique britannique.

## Biographie

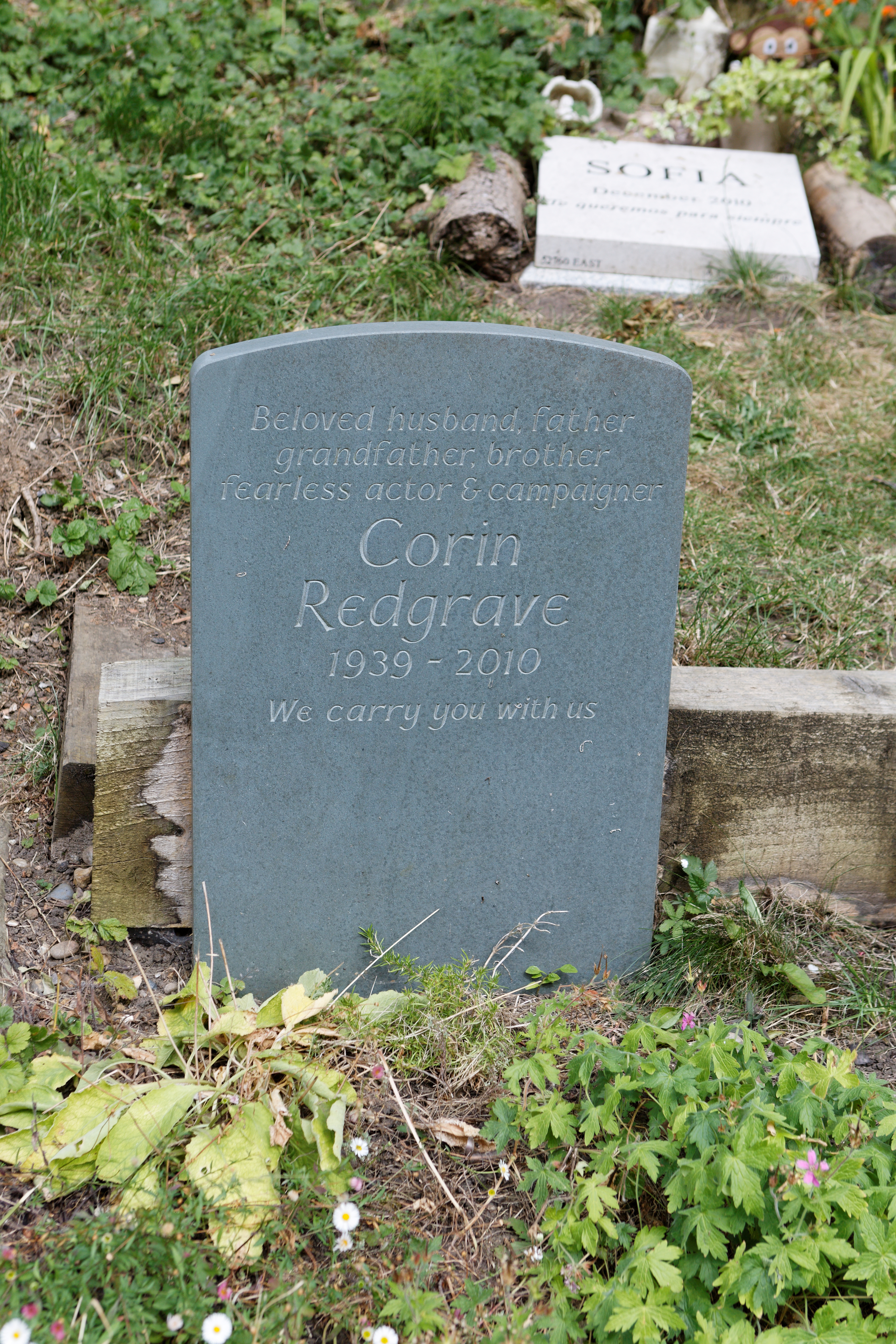
Tombe au cimetière de Highgate.

Fils des acteurs Michael Redgrave et Rachel Kempson, Corin Redgrave était le frère de Vanessa Redgrave et Lynn Redgrave, et l'oncle de Natasha Richardson. Il était également l'époux de l'actrice Kika Markham et le père de Harvey Redgrave, Arden Redgrave, Jemma Redgrave et Luke Redgrave.
Corin Redgrave a mené une longue carrière de comédien, principalement au théâtre mais également au cinéma et dans des productions télévisées britanniques. Sur scène, il a obtenu de grands succès en interprétant notamment Shakespeare, Noël Coward ou Tennessee Williams. Il s'est produit aussi bien sur la scène du Royal National Theatre qu'avec la Royal Shakespeare Company. À l'écran, il a tenu des rôles secondaires dans des films comme Un homme pour l'éternité, Excalibur, Au nom du Père ou Quatre Mariages et un enterrement. 
Outre sa carrière d'acteur, Corin Redgrave était connu, comme sa sœur Vanessa, pour son engagement politique à l'extrême gauche. Proches du dirigeant trotskiste Gerry Healy, Corin et Vanessa Redgrave ont notamment milité au sein du Workers Revolutionary Party fondé par ce dernier, qu'ils ont contribué à financer. Corin et Vanessa Redgrave ont également participé au Marxist Party, formé par Healy après la scission du WRP. Ils ont ensuite fondé en 2004 le Peace and Progress Party, qui a pour objet la défense des droits de l'Homme.

## Filmographie

### Cinéma
- 1964 : Crooks in Cloisters : Frère Lucius
- 1966 : M15 demande protection (The Deadly Affair) de Sidney Lumet : David
- 1966 : Un homme pour l'éternité (A Man for all Seasons) de Fred Zinnemann : Roper
- 1968 : Diamonds for Breakfast de Christopher Morahan
- 1968 : La Charge de la brigade légère (The Charge of the Light Brigade) de Tony Richardson : capitaine Featherstonhaugh
- 1968 : La Fille au pistolet (La Ragazza con la Pistola) de  Mario Monicelli : Frank Hogan
- 1968 : Jeux pervers (The Magus) de Guy Green : capitaine Wimmel
- 1969 : Ah Dieu ! que la guerre est jolie (Oh! What a Lovely War) de Richard Attenborough : Bertie Smith
- 1971 : Commando pour un homme seul (When Eight Bells Toll) d'Étienne Périer : Hunslett
- 1971 : Le Baron Rouge (The Red Baron) de Roger Corman : major Lanoe Hawker
- 1971 : La vacanza : Gigi
- 1974 : Between Wars : Dr. Edward Trenbow
- 1976 : Sérail d'Eduardo de Gregorio : Eric Sange
- 1981 : Excalibur de John Boorman : Cornwall
- 1984 : Eureka de Nicolas Roeg : Worsley
- 1990 : The Fool : Sir Thomas Neathouse
- 1993 : Au nom du père de Jim Sheridan : Robert Dixon
- 1994 : Quatre Mariages et un enterrement (Four Weddings and a Funeral) de Mike Newell : Hamish
- 1995 : England, My England : Guillaume d'Orange
- 1995 : Persuasion de Roger Michell : Sir Walter Elliot
- 1996 : Indecent Acts : Oscar Wilde
- 1997 : Prime Suspects : le commissaire
- 1999 : The Strange Case of Delphina Potocka or The Mystery of Chopin : Le juge
- 2000 : Escape to Life: The Erika and Klaus Mann Story : le narrateur
- 2001 : Enigma de Michael Apted : l'amiral Trowbridge
- 2001 : Gypsy Woman : Devine
- 2002 : Hypnotic (Doctor Sleep) de Nick Willing : l'inspecteur Clements
- 2002 : La Mort d'un roi (To Kill a King) de Mike Barker : Lord de Vere
- 2004 : Délires d'amour (Enduring Love) de Roger Michell : un professeur
- 2008 : La rabbia : un producteur
- 2009 : The Calling de Jan Dunn : l'évêque
- 2009 : 1939 : Oliver

### Télévision
- 1964 : Chapeau melon et bottes de cuir (The Avengers) (série télévisée) : Quentin Slim
- 1965 : The Big Spender (série télévisée) : Copley
- 1968 : The Gambler (série télévisée) : Mr. Astley
- 1968 : Theatre 625 (série télévisée) : Kelvin Walker
- 1968 : Mystery and Imagination (série télévisée) : Jonathan Harker
- 1969 : The Tenant of Wildfell Hall (série télévisée) : Arthur Huntingdon
- 1969 : Tower of London: The Innocent (Téléfilm) : Perkin Warbeck
- 1969 : David Copperfield (Téléfilm) : James Steerforth
- 1970 : The Wednesday Play (série télévisée) : Richard
- 1970 : Callan (série télévisée) : Amos Green
- 1970 : Paul Temple (série télévisée) : Rolf
- 1972 : Thick as Thieves (Téléfilm) : Trevor
- 1974 : Antony and Cleopatra (Téléfilm) : Octavius
- 1982 : L'ombre sur la plage (Téléfilm) : Harry
- 1983 : Wagner, série télévisée de Tony Palmer : Dr Pusinelli
- 1994 - 1995 : Performance (série télévisée) : Angelo/Comte de Worcester
- 1995 : Dangerfield (série télévisée) : Patrick Hooper
- 1995 : Circles of Deceit: Dark Secret (Téléfilm) : Harry Summers
- 1997 : The Woman in White (Téléfilm) : Dr. Kidson
- 1997 : The Ice House (Téléfilm) : D.C.I. George Walsh
- 1997, 2000 et 2002 : Scotland Yard, crimes sur la Tamise (Trial & Retribution) (série télévisée) : Robert Rylands
- 1998 : Ultraviolet (série télévisée) : Dr. Paul Hoyle/John Doe
- 1999 : The Vice (série télévisée) : Lord Buller
- 1999 : Kavanagh QC (série télévisée) : John Woodley
- 2002 : Shakleton, aventurier de l'Antarctique (Téléfilm) : Lord Curzon
- 2002 : Sunday (série télévisée) : Edward Heath
- 2002 : Bertie and Elizabeth (Téléfilm) : Montgomery
- 2002 : La Dynastie des Forsyte (série télévisée, 2002) : Jolyon Forsyte Sr.
- 2002 : Meurtres en sommeil (série télévisée) : Sir James Beatty
- 2003 : Imagine (série télévisée) : Sir John Sloane
- 2003 - 2004 : Foyle's War (série télévisée) : A.C.C. Rose
- 2004 : Shameless: Very Important Punk (série télévisée) : Mr. Hammersley
- 2004 : MI-5 (série télévisée) : David Swift
- 2005 : Rencontre au sommet (Téléfilm) : le Premier ministre
- 2007 : The Relief of Belsen (Téléfilm) : Glyn Hughes
- 2009 : The Turn of the Screw (Téléfilm) : un professeur
- 2010 : Moving On (série télévisée) : Gabe